# The Music
The Music – brytyjski zespół rockowy założony w 1999 roku w miasteczku Kippax w pobliżu Leeds (Anglia). 
Członkowie zespołu: Stuart Coleman, Phil Jordan, Robert Harvey i Adam Nutter poznali się w szkole średniej (Brigshaw High School).

## Skład
- Robert Harvey – wokal
- Adam Nutter – gitara
- Stuart Coleman – gitara basowa
- Phil Jordan – perkusja

## Dyskografia

### Albumy studyjne
- The Music (2 września 2002, UK #4)
- Welcome to the North (20 września 2004, UK #8, AUS #24)
- Strength in Numbers (17 czerwca 2008)

### EP
- You Might as Well Try to Fuck Me (CD 12, 5 października 2001)
- The People, (CD 12", 29 kwietnia 2002)
- Freedom Fighters (25 sierpnia 2004, tylko w Japonii)
- Bleed from Within (22 grudnia 2004, tylko w Japonii)
- Breakin (9 marca 2005, tylko w Japonii)

### Single
- Take the Long Road and Walk It / The Walls Get Smaller, (7", 21 maja 2001, Fierce Panda Records - UK #92)
- Take the Long Road and Walk It, (CD, 7", 12", 19 sierpnia 2002 - UK #14)
- Getaway, (CD, 7", 18 października 2002 - UK #26)
- The Truth Is No Words, (CD, DVD, 7", 17 lutego 2003 - UK #18)
- Freedom Fighters, (CD, 7", 6 września 2004 - UK #15)
- Breakin', (CD, 7", 10 stycznia 2005 - UK #20)

### DVD
- Welcome to Japan (DVD), 18 lipca 2005)
- Live at the Blank Canvas (DVD, 2003)